# José María Morelos
José María Morelos y Pavón, mehiški revolucionar, patriot in duhovnik. 
Rodil se je 30. septembra 1765 v Valladolidu, v Mehiki, kraju, ki je danes v njegovo čast poimenovan Morelia. Izhajal je iz revne družine; njegov oče je bil mizar z indijanskimi koreninami, mati pa kreolka, vendar naj bi imel tudi nekaj črnske krvi. Skratka bil je zelo mešanega rodu. 
Bil je eden izmed najpomembnejših voditeljev v bitki za mehiško neodvisnost, ki se je začela 15. septembra 1810 s krikom k vstaji pod vodstvom duhovnika Miguela Hidalga in je trajala kar dolgih 11 let. Njegov prepoznavni znak je bila čez čelo poveznjena ruta. Po smrti Miguela Hidalga in njegovih najtesnejših sodelavcev (Mariana Jiméneza, Ignacia Allendeja, Juana Aldama), 30. julija leta 1811, je skupaj z Ignacijem Lópezem Rayónom prevzel vodenje boja za mehiško neodvisnost. Obdobje med 1811 in 1815 je znano kot druga etapa v vojni za mehiško samostojnost. Po tem, ko je januarja 1812 v bitki Zitácuaro ugled Rayóna strmoglavil, pa je bil določen za osrednjega vodjo vstaje. Njegove vojaške kampanje so bile zelo uspešne, saj sta v njegovi vojski vladala red in disciplina, nasprotno od Hidalgove pobesnele množice, ki je plenila in uničevala zasebno lastnino. Čete pod njegovim poveljstvom so vse do leta 1815, ko je bil Morelos usmrčen, predstavljale veliko grožnjo realistom, vojaškim enotam Nove Španije (zdaj Mehika), ki so ohranile zvestobo španskemu kralju. 

## Mladost in šolanje
Prvih črk se je naučil od matere, nato pa se je sam učil gramatike. V mladosti se je odpravil delat na manjše posestvo San Rafael Tahuejo (Parácuaro, Michoacán), ki je bilo last njegovega strica, da je lahko pomagal vzdrževati svojo družino po smrti očeta. Ne samo zaradi globoke vere, ampak tudi iz ekonomskih razlogov pa je leta 1789 vstopil v šolo San Nicolás, v Valadollidu, da bi postal duhovnik. Učil se je gramatike in latinščine. Seznanil se je z Miguelom Hidalgom, takratnim rektorjem šole. Dve leti kasneje je vstopil v semenišče v Valladolidu, kjer je bil leta 1797 tudi posvečen v duhovniški poklic pred podobo Marije Guadalupe. Svoje poslanstvo je sprva opravljal v revnih indijanskih župnijah Michoacán, območje Tierra Caliente, znano po težkih delavnih pogojih, kjer je navezal zelo tesne stike z indijanskim prebivalstvom. 

## Boj za mehiško neodvisnost
Leta 1808 je v Novi Španiji izbruhnila nova politična kriza kot posledica dogajanja na Iberskem polotoku, ki so ga zasedle francoske čete. Karl IV in Ferdinand VII sta se odpovedala prestolu. V Novi Španiji so španski kroni očitali, da je brez boja predala oblast Napoleonu Bonaparteju, ki je na prestol postavil svojega brata. Nezadovoljstvo je naraščalo in se 15. septembra 1810 sprevrglo v vstajo, ki je izbruhnila pod vodstvom Miguela Hidalga. 

### Prva kampanja
Morelos se je 20. oktobra 1810 odločil sestati s svojim učiteljem Miguelom Hidalgom, ki se je tedaj nahajal s svojo uporniško vojsko v vasi Charo, v bližini Valladolida. Želel se je pridružiti vstajnikom, vendar je nazadnje na Hidalgovo pobudo sprejel veliko pomembnejšo nalogo, ki mu je bila zaupana: voditi vstajo na jugu Mehike. Zasedba pristanišča Acapulco je bila ključnega pomena zaradi strateške lege, vendar mu je podvig februarja 1811 spodletel. Njegova prva vojaška kampanja, ki je trajala vse do avgusta 1811, pa je bila kljub temu uspešna, saj je uspel nadzorovati skoraj celotno ozemlje na jugu Mehike. 

### Druga kampanja
Njegova druga vojaška kampanja je potekala med novembrom 1811 in majem 1812. Svojo vojsko je zbral v Chiautlu in jo razdelil na tri enote. Félix María Calleja, podkralj Nove Španije, ki je v času svojega vladanja izvrševal velik pritisk, da bi zadušil vstajo, je spomladi leta 1812 skoraj popolnoma porazil Morelosove čete, ki so se v mestu Cuautla Amilpa pripravljale na napad na Ciudad de México. Morelos se je s svojimi četami še pravočasno umaknil, vendar je njegova vojska utrpela velike izgube. 

### Tretja kampanja
Njegov največji podvig je predstavljala tretja kampanja. Morelos je 25. novembra 1812 zavzel Oaxaco, pomembno mesto na jugu Mehike, kar mu je povrnilo ugled in njegovim privržencem okrepilo samozavest. 

### Četrta kampanja
Nato je vse svoje moči usmeril v zasedbo Acapulca, kar mu je v njegovi prvi kampanji spodletelo. Po več kot štirih mesecih obleganja, je avgusta 1813 strateško pomembno pristanišče pristalo v rokah upornikov, vendar se je nazadnje izkazalo za manj pomembno pridobitev. 

### Kongres v Chilpancingu
Morelos je začasno zapustil bojne linje, da bi organiziral kongres v Chilpacingu, poznan tudi pod imenom kongres v Anáhuacu. Osrednja naloga kongresa je bila vzpostavitev vlade. Kongres je začel delovati 14. septembra 1813. Morelos, ki je dobil pooblastilo kot izvršilni vodja, se je poimenoval za služabnika naroda in 14. septembra 1813 predstavil dokument Čustva naroda (Sentimientos de la Nación), v katerem je izpostavil tako ideal neodvisnosti od španske krone, kot tudi ideal enakosti med vsemi prebivalci. Njegov politični program je vključeval neodvisnost Mehike (razglašene 6. novembra 1813), parlamentarni sistem vlade, delitev oblasti na tri veje, več socialnih reform, ki so vključevale odpravo davkov, suženjstva, kastnega sistema itd. V nasprotju s svojim učiteljem Miguelom Hidalgom, ki je verjel v monarhijo, pa je Morelos odrekel zvestobo španskemu kralju in zahteval Katoliško Republiko. S svojim političnim programom je želel pridobiti tudi večjo podporo kreolov, vendar je ni uspel. 

### Peta kampanja
Morelosova zadnja kampanja je potekala med septembrom 1813 in novembrom 1815. Morelos se je decembra 1813 odločil za napad na svoj rojstni kraj, Valladolid, kjer je nameraval vzpostaviti glavno mesto upornikov, vendar je bila vojska realistov v premoči, kar je povzročilo razpršitev Morelosovih čet. Uporniški kongres je večji del leta 1815 preživel na begu pred realisti. Tako vojaška kot tudi politična moč Morelosa, je začela pešati, kongres mu je odvzel poveljstvo nad vojsko in finančna sredstva ter mu pustil vodenje le manjše, nepomembne čete. Zvrstili so se številni porazi, ki so vodili do odločilnega – 5. novembra 1815, ko je kongres pod zaščito Morelosa prečkal ozemlje realistov, so Morelosa ujeli. 

## Sojenje in smrt
Iz Tazmalace, v Puebli, je bil 22. novembra 1815 priveden v Ciudad de México, kjer se je zvrstilo več sojenj. Sodila mu je tako inkvizicija, kot tudi vojaško sodišče, obsojen je bil na smrt. Zagroženo mu je bilo, da bo pokopan brez zakramentov, če se ne pokesa nad svojim revolucionarnim življenjem. Ni se branil, ampak je sprejel obsodbo, razkril je mesta, kjer je bilo skrito orožje in na dan usmrtitve prisostvoval obredu svoje degradacije iz duhovnika v Katoliški Cerkvi. Nato so ga 22. decembra 1815 odvedli v majhno mesto San Cristóbal Escatépec, severno od Ciudad de México, kjer je na zadnjo željo prejel spoved, z apetitom pojedel juho iz čičerike, pokadil pipo in bil nato odveden na prizorišče, kjer je bil ustreljen s štirimi streli.